# Panamas ambassad i Stockholm
Panamas ambassad i Stockholm är Republiken Panamas diplomatiska representation i Sverige. Ambassadör sedan 2016 är Jaime Ortega. Diplomatkoden på beskickningens bilar är CT.

## Fastigheter
Ambassaden är belägen i en fastighet på Östermalmsgatan 59 på Östermalm.

## Beskickningschefer
| Namn                          | Period    | Funktion   | Anmärkning |
| ----------------------------- | --------- | ---------- | ---------- |
| Cecilio Eduardo Simon English | 2007–2010 | Ambassadör |            |
| Ricardo Quintero Nassar       | 2010–2013 | Ambassadör |            |
| ?                             | 2013–2016 | Ambassadör |            |
| Jaime Ortega                  | 2016–     | Ambassadör |            |